# Aurum
Aurum é uma cidade fantasma do condado de White Pine, estado do Nevada , nos Estados Unidos. Aurum fica situada a 37 km de McGill.

## História
Localizada no Distrito de Silver Crayon, as primeiras descobertas foram feitas em 1869. Um pequeno campo mineiro atingiu o seu pico em 1872  e em 1873 o local ficou vazio. Em 1878 foram feitas novas descobertas e organizou-se  uma nova cidade chamada Aurum. Aurum foi fundada em 1881. Nos inícios da década de 1880, possuía uma estação de correios (encerrada em 1938)  duas ferrarias, saloons , pensões e uma escola primária. Em 1882, Aurum conheceu um abrandar da exploração mineira. O engenho mineiro encerrou e apenas oito homens estavam trabalhando nas minas de Aurum.  Contudo Aurum conheceu um novo impulso em 1887 e em 1888 já tinha 50 habitantes.Este impulso atingiu o auge em 1898, mas o distrito começou a ser abandonado em 1898. O último residente abandonou em meados da década de 1920 e Aurum tornou-se oficialmente uma cidade fantasma já que ficou abandonada. 

## Vestígios
Hoje restam da cidade alguns vestígios da atividade mineira e o cemitério.